# Amorphicola pallida
Amorphicola pallida är en insektsart som först beskrevs av Leonard D. Tuthill 1943.  Amorphicola pallida ingår i släktet Amorphicola och familjen rundbladloppor. Inga underarter finns listade i Catalogue of Life.